# 佐々木優子
佐々木 優子（ささき ゆうこ、1961年11月19日 - ）は、日本の女性声優。神奈川県横浜市出身。プロダクション・エース所属。

## 来歴
幼稚園児から小学1年生まで子役の劇団に通っていた。中学時代は演劇部に所属していた。
日本テレビ音楽学院卒業。
テレビ局付属養成所を卒業後、1982年に声優事務所に所属。かつては同人舎プロダクションに所属していた。
その後、フリー期間を経て、プロダクション・エースに所属。
『ちびまる子ちゃん』では、放送開始当初から一貫しておばあちゃん（さくらこたけ）役を担当。放送開始時はまだ20代であり、設定上70代の役は相当な老け役であった。なお、役のオーディションはなく、同作の音響監督である本田保則直々の指名であったという（同作では長山くん役、高丸さん役、藤木の母役、みぎわさんの母役も兼ねている）。

## 人物
当初は舞台で役者を目指していたが、高校卒業後の進路を決める時に両親に反対されたという。大学、劇団、プロダクションのいずれかを受けるかを悩んだ時に父親から「食べていけなければだめだ。二十歳までは面倒をみるがそれ以降は援助はしない」と言われたという。その後、劇団とテレビ局の両方で受かったが、自身の仕事に繋がるようなテレビ局付属養成所を選ぶ。声優業も役者がやっていく仕事になるのではないかと思ったと語っている。
幼稚園の教材映画では数本の作品でナレーターを担当している。
吹き替え作品ではリー・トンプソンをはじめ、コートニー・コックス、エリザベス・シュー、ダイアン・レイン、ロビン・ライト、マリサ・トメイ、メグ・ライアンなどを多く担当。
『バック・トゥ・ザ・フューチャー』シリーズ（ソフト版）で担当したトンプソンの吹き替えは本国によるオーディションがキャスティングのきっかけであり、声優という仕事に不安を感じていた時期に合格したことで自信に繋がったと回想している。
本人に無断で学習・生成される生成AI音声や映像に懸念を示しており、山寺宏一、梶裕貴ら他の有名声優26名と有志の会として『NOMORE 無断生成AI』を結成し、啓発動画を公開した。声明文では「やった覚えのない朗読や歌、そして声そのものが、ネット上に公開され、時に販売」される現状への強い懸念を表明した。
趣味は歌を歌う事、読書、絵画。

## 出演
太字はメインキャラクター。

### テレビアニメ
1982年
- スペースコブラ（キャサリン・ロイヤル）※「佐々木裕子」名義

1983年
- 未来警察ウラシマン（エイズリー）
- 聖戦士ダンバイン（ニクス・ティタン / ナックル・ビー）

1984年
- OKAWARI-BOY スターザンS（ミュータンのママ）
- 巨神ゴーグ（サラ〈2代目〉）
- 魔法の妖精ペルシャ（女）
- よろしくメカドック（レイ）

1985年
- 炎のアルペンローゼ（アンナ）

1987年
- アニメ三銃士
- めぞん一刻

1988年
- 鉄拳チンミ（メイリン）
- のらくろクン（美穂）

1989年
- シティーハンター シリーズ（1989年 - 1991年、雨宮恵、浅香亜美） - 2シリーズ
- 天空戦記シュラト（弁財天サラス、サンテラ）
- YAWARA!（1990年 - 1991年、ゆかり、松田の母、春さん）

1990年
- オバタリアン（聖子）
- 昆虫物語 みなしごハッチ（ララ）
- 三丁目の夕日
- ジャングルブック・少年モーグリ（マリー）
- それいけ!アンパンマン（ポテトン〈初代〉）
- ちびまる子ちゃん（1990年 - 、おばあちゃん〈さくらこたけ〉、長山治、藤木まさえ〈初代〉、小長谷まさえ〈2代目〉、長山君の母〈初代〉、天野アナウンサー 、高丸〈2代目〉、山口百恵 他） - 2シリーズ
- ピグマリオ（イリューズ）
- 魔法使いサリー（1989年版）（1990年 - 1991年、少年、セレネ）
- ルパン三世 ヘミングウェイ・ペーパーの謎（マリア）

1991年
- 機甲警察メタルジャック（藩銀蓮）
- ジャンケンマン（カミナリママ）
- トラップ一家物語（女教師）
- どろろんぱっ!（桃姫）
- ハイスクールミステリー学園七不思議（中島淳子、西岡ありさ）
- 新世紀GPXサイバーフォーミュラ（HSR-III）
- 横山光輝 三国志

1992年
- お〜い!竜馬（坂本千野）
- コボちゃん（吉田先生）
- 大草原の小さな天使 ブッシュベイビー（ハンナ・カウフマン）
- 伝説の勇者ダ・ガーン（1992年 - 1993年、香坂つくし）
- 美少女戦士セーラームーン（1992年 - 1994年、山本冴子、ダルマー） - 2シリーズ
- 姫ちゃんのリボン（野々原花子）
- ルパン三世 ロシアより愛をこめて（ジュディ）

1993年
- ミラクル☆ガールズ（影浦リカ）

1994年
- 白雪姫の伝説（1994年 - 1995年、ナレーション）

1995年
- 愛天使伝説ウェディングピーチ（谷間エレナ）
- 鬼神童子ZENKI（シスターマリア）
- ビット・ザ・キューピッド（ビーナス）

1996年
- 快傑ゾロ（チチータの妻）
- クレヨンしんちゃん（1996年 - 2006年、踊マスヨ、喫茶店店主、十条）
- 名探偵コナン（1996年 - 2005年、涼子、谷川乃絵、粉川実果、紺野雅子）

1997年
- EAT-MAN（アレサ ルーベルト）
- 手塚治虫の旧約聖書物語（レベッカ）

1999年
- 週刊ストーリーランド（1999年 - 2000年、美女、古賀綾子、斉藤香菜子）

2000年
- 人形草紙あやつり左近（高橋佳恵）

2001年
- 地球少女アルジュナ（大島清子、大島瑞穂）
- チャンス〜トライアングルセッション〜（お婆さん）

2002年
- あたしンち（TVの声1）
- Weiß kreuz Glühen（レックス〈代役〉）
- 十二国記（塙麟）
- PIANO（野村瞳）

2003年
- 魔法遣いに大切なこと（菊地エツコ）

2005年
- ブラック・ジャック（大西ミカ）
- MÄR-メルヘヴン-（ラプンツェル）

2006年
- ひまわりっ!!（楊妃）
- BLACK LAGOON（シェンホア） - 2シリーズ
- 僕等がいた（七美の母）

2007年
- 機神大戦ギガンティック・フォーミュラ（大海華都美）
- きらりん☆レボリューション（宙人の母）
- CLAYMORE（クレイモアに化けた妖魔）

2009年
- ゴルゴ13（ダニエル）
- こんにちは アン 〜Before Green Gables（エルザ）
- WHITE ALBUM（神崎樹）

2012年
- BTOOOM!（平昭子）

2016年
- 甘々と稲妻（しのぶの母）

2017年
- アイドル事変（ハル）

2020年
- サザエさん

2021年
- トロピカル〜ジュ!プリキュア（2021年 - 2022年、人魚の女王）

2022年
- SPY×FAMILY（老女）
- ふしぎ駄菓子屋 銭天堂（大泉静子）

2023年
- ゾン100〜ゾンビになるまでにしたい100のこと〜（天道明子）

2024年
- 望まぬ不死の冒険者（リリアン）
- ラーメン赤猫（佐々木江理子）

2025年
- ある魔女が死ぬまで（老魔女）

### 劇場アニメ
1989年
- ヴイナス戦記（ミランダ）

1990年
- ちびまる子ちゃん（おばあちゃん）
- シティーハンター 百万ドルの陰謀（エミリー・オハラ）

1992年
- ちびまる子ちゃん わたしの好きな歌（おばあちゃん）

1993年
- ぼのぼの（ヒグマさん）

1999年
- ハッピーバースデー 命かがやく瞬間（橋本先生）

2001年
- アリーテ姫（ナレーション）

2002年
- えっちゃんのせんそう（タエ）

2015年
- ちびまる子ちゃん イタリアから来た少年（おばあちゃん）

2024年
- きみの色（トツ子の母）

### OVA
1987年
- 風と木の詩 SANCTUS -聖なるかな-（ジルベール）

1988年
- 妖精王（ハーピー〈エアロ〉）
- 冥王計画ゼオライマー（シ・タウ）

1989年
- 青き炎（小夜子）
- 星猫フルハウス

1990年
- あさってDaNCE
- A.D.POLICE（幻の女）
- OL改造講座
- 新カラテ地獄変（李蘭）
- 独身アパートどくだみ荘III
- 力王 RIKI-OH VIOLENCE2 滅びの子（美麗）

1991年
- EXPER ZENON（エクスパー・ジフ）
- ここはグリーン・ウッド（寮母、漫画家）

1992年
- ウルフガイ（青鹿晶子、沢恵子）
- 湘南爆走族8 赤い星の伝説（桃山麻子）
- なにわ遊侠伝（今井道子、ママ）

1993年
- 砂の薔薇 雪の黙示録（マリー）

2010年
- BLACK LAGOON Roberta's Blood Trail（シェンホア）

2011年
- T.P.さくら 時空樹防衛戦（芳乃局長）

### Webアニメ
- 紅き大魚の伝説（2018年、鼠婆[33]）
- 日本沈没2020（2020年、武藤マリ[34]）

### ゲーム
1996年
- ちびまる子ちゃん まる子デラックスクイズ（おばあちゃん）

2003年
- 007ナイトファイア（アウラ・マコール）
- アーマード・コア3 サイレントライン（ミラージュ社代表）
- 十二国記 -紅蓮の標 黄塵の路-（塙麟）

2004年
- 攻殻機動隊 STAND ALONE COMPLEX（田上トシミ）
- シャドウハーツII（アレクサンドラ皇后）
- スーパーロボット大戦MX（シ・タウ）

2005年
- スーパーロボット大戦MX ポータブル（シ・タウ）

2009年
- ちびまる子ちゃんDS まるちゃんのまち（おばあちゃん、長山くん、高丸のおばさん）

2010年
- HEAVY RAIN 心の軋むとき（グレイス・マーズ）

2011年
- T.P.さくら 〜タイムパラディンさくら〜（芳乃局長）

2014年
- ディズニー インフィニティ（エルサ）

### ドラマCD
- アルスラーン戦記 シリーズ（アルフリード）
  - アルスラーン戦記2 王子二人
  - アルスラーン戦記3 落日悲歌
  - アルスラーン戦記4 汗血公路
  - アルスラーン戦記5 征馬弧影
  - アルスラーン戦記6 風塵乱舞
  - アルスラーン戦記7 王都奪還
  - アルスラーン戦記【第2部】1 仮面兵団
- NG騎士ラムネ&40 2 キングオブキングス熱血スペシャル（スターシャア姫）
- 機甲警察メタルジャック PARTY JACK
- 十二国記 夢三章（塙麟）
- SUPER LOVERS（海棠妻）

### 吹き替え

#### 担当女優
アシュレイ・ジャッド
- イルカと少年（ロレーヌ・ネルソン）
- エンド・オブ・ホワイトハウス（マーガレット・アッシャー大統領夫人）
- 五線譜のラブレター（リンダ・ポーター）
- SHE SAID/シー・セッド その名を暴け（本人）
- コレクター（ケイト・マクティアナン）※テレビ朝日版
- ノーマ・ジーンとマリリン（ノーマ・ジーン）
- ハイ・クライムズ（クレア・キュービック）※ソフト版、テレビ朝日版

アナベラ・シオラ
- アステロイド/最終衝撃（リリー・マッキー博士）※テレビ朝日版
- ハード・ウェイ（スーザン）※フジテレビ版
- 背徳の囁き（ヘザー・ペック）
- ゆりかごを揺らす手（クレア・バーテル）※ソフト版

ヴァージニア・マドセン
- エクトプラズム 怨霊の棲む家（サラ）
- サイドウェイ（マヤ）
- ハイランダー2 甦る戦士（ルイーズ・マーカス）※日本テレビ版

エミリー・ワトソン
- 愛のエチュード（ナターリア・カトコフ）
- エベレスト 3D（ヘレン・ウィルトン）
- 戦火の馬（ローズ・ナラコット）

エリザベス・シュー
- インビジブル（リンダ・マッケイ）※ソフト版
- グレイハウンド（イヴリン）
- セイント（エマ・ラッセル博士）※ソフト版
- ハイド・アンド・シーク 暗闇のかくれんぼ（エリザベス・ヤング）※テレビ東京版
- バック・トゥ・ザ・フューチャー PART2（ジェニファー・パーカー）※テレビ朝日版
- バック・トゥ・ザ・フューチャー PART3（ジェニファー・パーカー）※テレビ朝日版
- ベスト・キッド（アリ）※テレビ朝日版
- ボディ・ハント（サラ・キャシディ）
- ロック・ミー・ハムレット!（エリザベス・シュー）

コートニー・コックス
- エース・ベンチュラ（メリッサ・ロビンソン）
- キャプテン・ズーム（マーシャ）
- コクーン2/遥かなる地球（サラ）※テレビ朝日版
- スクリームシリーズ（ゲイル・ウェザーズ）
  - スクリーム
  - スクリーム2
  - スクリーム3
  - スクリーム4: ネクスト・ジェネレーション
  - スクリーム
  - スクリーム6

- デスリミッツ（カリーナ）

サンドラ・ブロック
- ザ・インターネット（アンジェラ・ベネット）※ソフト版
- しあわせの隠れ場所（リー・アン・テューイ）
- シャッフル（リンダ・ハンソン）
- 28DAYS（グエン・カミングス）
- 微笑みをもう一度（バーディ・プルイット）

ジーナ・デイヴィス
- スチュアート・リトル（ミセス・リトル）※テレビ朝日版
- テルマ&ルイーズ（テルマ）
- 眠れない夜はあなたと（ジュリア・マン）

ジェニファー・アニストン
- マーダー・ミステリー（オードリー・スピッツ）
- マイ・ファニー・レディ（ジェーン・クレアモント）
- 私の愛情の対象（ニーナ）

ジュリア・ロバーツ
- オーシャンズ11（テス・オーシャン）※ソフト版
- オーシャンズ12（テス・オーシャン）※ソフト版
- 食べて、祈って、恋をして（リズ・ギルバート）
- モナリザ・スマイル（キャサリン・ワトソン）※ソフト版

ソフィー・マルソー
- ソフィー・マルソーの愛人（マリ＝ドー）
- 007 ワールド・イズ・ノット・イナフ（エレクトラ・キング）※テレビ朝日版
- ブレイブハート（イザベラ）※テレビ朝日版

ダイアン・レイン
- 運命の女（コニー・サムナー）※テレビ朝日版
- グラスハウス（エリン・グラス）※ソフト版
- ジャック（カレン・パウエル）※ソフト版
- セクレタリアト/奇跡のサラブレッド（ペニー・チェネリー）
- トスカーナの休日（フランシス）
- トランボ ハリウッドに最も嫌われた男（クレオ・トランボ）
- ボンジュール、アン（アン・ロックウッド）

ナオミ・ワッツ
- イースタン・プロミス（アンナ・イワノヴナ）
- フェア・ゲーム（ヴァレリー・プレイム）
- ル・ディヴォース/パリに恋して（ロクサーヌ）

ナターシャ・ヘンストリッジ
- CSI:マイアミ9（レネー・ロックリア）
- シークレット・サークル（ドーン・チェンバレン）
- HAWAII FIVE-0 シーズン5 #2（キャロライン・ポーター）

ニコール・キッドマン
- アイズ ワイド シャット（アリス・ハーフォード）
- ステップフォード・ワイフ（ジョアンナ）
- ピースメーカー（ジュリア・ケリー）※ソフト版

ヘレン・ハント
- ウォーターダンス（アンナ）
- 死の接吻（ベヴ・キルマーティン）
- 捜査官ジーナ（ジーナ・プラスキー）
- ツイスター（ジョー・ハーディング博士）※日本テレビ版

マーシャ・ゲイ・ハーデン
- カーサ・エスペランサ 〜赤ちゃんたちの家〜（ナンシー）
- この森で、天使はバスを降りた（シェルビー・ゴダード）
- ムースポート（グレース）※ソフト版
- モキシー 〜私たちのムーブメント〜（シェリー校長）

マリサ・トメイ
- いとこのビニー（モナ・リサ）
- オスカー（リサ・プロヴォローン）
- オンリー・ユー（フェイス・コルヴァッチ）
- クーパー家の晩餐会（エマ）
- 人生は小説よりも奇なり（ケイト・ハル）
- レスラー（キャシディ）

メアリー＝ルイーズ・パーカー
- Weeds〜ママの秘密（ナンシー・ボトウィン）
- フライド・グリーン・トマト（ルース・ジェイミソン）
- わが街（ディー）

メグ・ライアン
- あいつはママのボーイフレンド（マーティ）
- インナースペース（リディア・マックスウェル）※TBS版
- 恋人たちの予感（サリー・オルブライト）※日本テレビ版
- 戦火の勇気（カレン・ウォールデン大尉）※フジテレビ版
- ハーフ・ザ・スカイ ハリウッドにできること（本人）
- フレッシュ・アンド・ボーン 〜渇いた愛のゆくえ〜（ケイ・デイヴィス）
- 星に想いを（キャサリン・ボイド）

リー・トンプソン
- エグジット・スピード（モーディ・マクミン）
- お騒がせ探偵!スペンサー・シスターズ（ヴィクトリア・スペンサー）
- CSI:14 科学捜査班 #7（ジェニファー・ローズ）
- シエラ・バージェスはルーザー（ミセス・バージェス）
- スイッチ 〜運命のいたずら〜（キャスリン・ケニッシュ）
- SCORPION/スコーピオン（ヴェロニカ・ディニーン）
- ドク・ソルジャー/白い戦場（ロビン・ヴァン・ドーン）※テレビ東京版
- ナイトブレーカー（サリー・マシューズ）
- HIGHJACK ハイジャック（アリシア・ベンダー）
- バック・トゥ・ザ・フューチャーシリーズ（ロレイン・マクフライ）
  - バック・トゥ・ザ・フューチャー ※ソフト版・フジテレビ版
  - バック・トゥ・ザ・フューチャー PART2 ※ソフト版
  - バック・トゥ・ザ・フューチャー PART3 ※ソフト版

- ハワード・ザ・ダック/暗黒魔王の陰謀（ビバリー）※フジテレビ版
- レフト・ビハインド（アイリーン・スチール）

リサ・クドロー
- アナライズ・ミー（ローラ・マクマナラ）※テレビ朝日版
- スペース・フォース（マギー・ネアード）
- ハッピー・エンディング（メイミー・トール）
- ノー・グッド・ディード〜麗しの家〜（リディア）

ローラ・リニー
- トゥルーマン・ショー（メリル・バーバンク）※ソフト版
- プロフェシー（コニー・マイルズ）※ソフト版
- ユー・キャン・カウント・オン・ミー（サマンサ・“サミー”・プレスコット）

ロザンナ・アークエット
- 愛の拘束（ミッシー・ミルズ）
- バッファロー'66（ウェンディ・バルサム）
- ボディ・ターゲット（クライディー・アンダーソン）※テレビ朝日版

ロビン・ライト
- 消されたヘッドライン（アン・コリンズ）
- シーズ・ソー・ラヴリー（モーリーン）
- ステート・オブ・グレース（キャサリーン・フラネリ）※VHS版
- トイズ（グェン）
- ドラゴン・タトゥーの女（エリカ・ベルジェ）
- フォレスト・ガンプ/一期一会（ジェニー・カラン）※ソフト版
- メッセージ・イン・ア・ボトル（テリーサ・オズボーン）

#### 映画
- アート・オブ・ウォー2（サマンサ・カールトン上院議員〈レイチェル・ヘイワード〉）
- アイ・アム・ナンバー4（サラの母〈ジュディス・ホーグ〉）
- 愛されちゃって、マフィア（アンジェラ〈ミシェル・ファイファー〉）
- 逢いたくてヴェニス（エヴァ）
- アイデンティティー（アリス・ヨーク）※テレビ東京版
- 愛と哀しみの旅路 ※ソフト版
- 愛と精霊の家（ブランカ・トルエバ〈ウィノナ・ライダー〉）
- 愛の地獄（ネリー〈エマニュエル・ベアール〉）
- アイ・ラブ・トラブル（キム〈ケリー・ラザフォード〉）
- 赤毛のアンシリーズ（ダイアナ・バリー〈スカイラー・グラント〉）※ソフト版
  - 赤毛のアン
  - 続・赤毛のアン/アンの青春
  - 赤毛のアン/アンの結婚
- 赤ちゃんはトップレディがお好き（ロビン）※機内上映版
- 明日にむかって…（ローラ・クロッカー・ハリス〈グレタ・スカッキ〉）
- アダルト♂スクール（ニコール〈エレン・ポンピオ〉）
- アップサイドダウン・マジック（ナイトストリンガー校長〈ヴィッキー・ルイス〉）
- アナコンダ（テリー・フロレス〈ジェニファー・ロペス〉）※テレビ朝日版
- アバウト・アダム アダムにも秘密がある（ローラ・オーウェンズ〈フランセス・オコナー〉）
- アリゲーター2（シェリー・アンダーソン〈ホリー・ギャグニアー〉、J・J・ホッジス）※VHS版
- アルビン4 それいけ! シマリス大作戦（サマンサ〈キンバリー・ウィリアムズ＝ペイズリー〉）
- 暗殺者（エレクトラ〈ジュリアン・ムーア〉）※テレビ朝日版
- アンディ・ラウの神鳥伝説（マダム・チョン〈カリーナ・ラウ〉）
- アンドレ/海から来た天使（ナレーター〈アネット・オトゥール〉）
- イザベル・アジャーニの惑い（エレノール〈イザベル・アジャーニ〉）
- いつか眠りにつく前に（コンスタンス〈ナターシャ・リチャードソン〉）
- いつの日かこの愛を（シェー〈チェリー・チェン〉）
- ウーマン ラブ ウーマン（リンダ〈ミシェル・ウィリアムズ〉、ドクター〈キャシー・ナジミー〉）
- ウインドトーカーズ（リタ〈フランセス・オコナー〉）※ソフト版
- ウエスト・サイド物語（アニタ〈リタ・モレノ〉）※TBS新録版
- ウェルカム・トゥ・サラエボ（ジェーン〈ケリー・フォックス〉）
- エアリフト（ルイーゼ・キールベルグ）
- 英国王のスピーチ（エリザベス妃〈ヘレナ・ボナム＝カーター〉[39]）
- エイリアン（マザー〈ヘレン・ホートン〉）※テレビ朝日版
- エイリアン2（ディートリッヒ〈シンシア・スコット〉）※テレビ朝日版
- エクソシスト3（ジュリー・キンダーマン）※VHS版
- エッジ・オブ・ダークネス（リア〈ミュゼッタ・ヴァンダー〉）
- エニイ・ギブン・サンデー（クリスティーナ〈キャメロン・ディアス〉）※ソフト版
- エバー・アフター（ジャクリーヌ〈メラニー・リンスキー〉）
- エマニュエル（エマニュエル4〈ミア・ニグレン〉）※テレビ朝日版
- エリン・ブロコビッチ（ドナ・ジェンセン〈マーグ・ヘルゲンバーガー〉）※テレビ朝日版
- エンジェル・アイズ（シャロン・ポーグ〈ジェニファー・ロペス〉[40]）
- エンゼル・ハート（エピファニー〈リサ・ボネット〉）※テレビ朝日版
- オースティン・パワーズ（ヴァネッサ・ケンジントン〈エリザベス・ハーレイ〉）
- オースティン・パワーズ:デラックス（ヴァネッサ・ケンジントン〈エリザベス・ハーレイ〉）
- 狼 男たちの挽歌・最終章（ジェニー〈サリー・イップ〉）※ソフト版
- 狼たちの絆（チェリー〈チェリー・チェン〉）
- 狼の血族（ロザリーン）
- おじさんに気をつけろ!（ティア・ラッセル）※ソフト版
- おしゃべり魔法犬ファン（スーザン・カニングハム）
- オフサイド7
- オン・ザ・ラン/非情の罠（チョイ〈パット・ハー〉）
- ガーディアン/森は泣いている（ケイト・スターリング〈キャリー・ローウェル〉）※テレビ朝日版
- 壊滅暴風圏/カテゴリー6（エイミー・ハーキン〈ナンシー・マッケオン〉）※テレビ東京版
- 画家と庭師とカンパーニュ（エレーヌ）
- カサノバ（アンリエット〈ティナ・オーモン〉、イザベラの妹）
- 風と共に去りぬ（キャリーン・オハラ〈アン・ラザフォード〉）※ソフト版
- ガリバー旅行記（ダーシー・シルバーマン〈アマンダ・ピート〉[41]）
- ガンマン無頼（娘[42]）※テレビ東京版
- 危険な情事（ベス・ギャラガー〈アン・アーチャー〉）
- Kissingジェシカ（ジェシカ・スタイン〈ジェニファー・ウェストフェルド〉）
- 虚栄のかがり火（マリア・ラスキン〈メラニー・グリフィス〉）
- キョンシーVS五福星（リェン）
- キラー・クロコダイル/怒りの逆襲（リサ）
- キラートマト/赤いトマトソースの伝説（マリー〈アンヘラ・フィッサー〉）
- キラーフィッシュ
- 緊急呼出し エマージェンシー・コール（ニッキ・サンチャゴ〈ローナ・トレンティーノ〉）
- クイーンズ・ロジック/女の言い分・男の言い訳（カーラ〈リンダ・フィオレンティーノ〉）
- クエスト（キャリー・ニュートン）
- グッドモーニング, ベトナム（トリン〈チンタラー・スカパット〉）※VHS版
- グラディエーター（ルキラ〈コニー・ニールセン〉）※テレビ朝日版
- グリフィン家のウエディングノート（ビービー〈スーザン・サランドン〉）
- クロオビ・キッズ/メガ・マウンテン奪回作戦（マリ・アン・『メドゥーサ』・ロジャース〈ロニ・アンダーソン〉）
- クロコダイル・ハンター ザ・ムービー（ブロジー〈マグダ・ズバンスキー〉）
- クロス・エレメント（ジョーの母〈エレン・ギア〉）
- 刑事ニコ/法の死角（ルーシー）※ソフト版、（ワタナベ・エツコ）※テレビ朝日版
- ゲッタウェイ（キャロル〈アリ・マッグロー〉）※テレビ朝日新録版
- ゴースト・ハウス（デニース・ソロモン〈ペネロープ・アン・ミラー〉）
- 恋は運命とともに（若き日のジェシー）
- 氷の微笑（ロキシー〈レイラニ・サレル〉）※ソフト版
- 五福星（メイヤー〈チェリー・チェン〉）
- ゴリラ（エイミー・カミンスキー〈ブランチ・ベイカー〉）※テレビ朝日版
- 殺したい女（サンディ・ケスラー〈ヘレン・スレイター〉）
- サーティーン あの頃欲しかった愛のこと（メラニー〈ホリー・ハンター〉）
- サイコ（マリオン・クレイン〈ジャネット・リー〉）※ソフト版
- サイコハウス（英語版）（メーガン・イーストマン〈ゲイル・オグレイディ〉）
- サイレンサー 地球侵略（サラ・ジョンソン〈ルシンダ・ウェイスト〉）
- ザ・エージェント（ドロシー・ボイド〈レネー・ゼルウィガー〉）※日本テレビ版
- 最終絶叫計画（ゲイル・ヘイルストーム〈シェリ・オテリ〉）
- ザ・カー（スージー・プルブルック）※テレビ朝日版
- 策謀のシナリオ（サンドラ〈エレン・ポンピオ〉）
- ザ・ダイバー（ジョー・ブラシア〈アーンジャニュー・エリス〉）
- 殺人魚フライングキラー（ジェイ）※テレビ朝日版
- ザ・デプス（バーバラ・スカーペリ〈ニア・ピープルズ〉）
- ザ・フライ2 二世誕生（ベス・ローガン〈ダフネ・ズニーガ〉）※ソフト版
- ザ・フラッシュ（アイリス・ウエスト）※VHS版
- ザ・フラッシュ2（メーガン・ロックハート）※VHS版
- さよなら魔法使い（アーセル）
- さらば友よ（カトリーヌ）※TBS版
- サルサ/灼熱のふたり（リタ〈マガリ・アルヴァラード〉）
- サルバドル/遥かなる日々
- ザ・ワン（T.K・ロウ、マシー・ウォルシュ〈カーラ・グギノ〉）※テレビ東京版
- シービスケット（マーセラ・ハワード〈エリザベス・バンクス〉）
- シェイクダウン（ゲイル・ファインバーガー〈ブランチ・ベイカー〉） ※テレビ東京版
- ジェイコブス・ラダー（ジェジー〈エリザベス・ペーニャ〉）※ソフト版
- 死海殺人事件（キャロル・ボイントン）
- 始皇帝暗殺（趙姫〈コン・リー〉）
- 史上最大のスーパー・チャンピオン（ジェーン・ダグラス）
- 七福星（フラワー〈シベール・フー〉）
- 十戒（セフォラ〈イヴォンヌ・デ・カーロ〉[43]）※フジテレビ版
- 死の標的（レスリー〈ジョアンナ・パクラ〉）※ソフト版
- シャーキーズ・マシーン（シークワン）
- ジャッジ・ドレッド（イルサ〈ジョアン・チェン〉）※ソフト版
- シャドー・チェイサー2（ローリー・ウェッバー）
- シャンプー台のむこうに（シェリー・アレン〈ナターシャ・リチャードソン〉）
- ジュマンジ（サラ・ウィットル〈ボニー・ハント〉）※テレビ朝日版
- ジョーズ2（ジャッキー）※日本テレビ版
- ジョイ・ラック・クラブ（ジューン〈ミン・ナ〉）
- 処刑教室 地獄のターミネーター（ジェンナ・マッケンジー〈ケイトリン・ダラニー〉）
- 処刑ライダー（ケリー・ジョンソン〈シェリリン・フェン〉）※テレビ朝日版
- 死霊のはらわたII（アニー・ノウビー〈サラ・ベリー〉）
- 新キョンシーズ（ホウ）
- スターリングラード（イリーナ〈ダーナ・ヴァヴロヴァ〉）
- スティーブ・マーティンのロンリー・ガイ（アイリス〈ジュディス・アイヴィー〉
- ステラ（ジェニー・クレア〈トリニ・アルバラード〉）※ソフト版
- ストーリー・オブ・ラブ（ケイティ・ジョーダン〈ミシェル・ファイファー〉）
- スパイダーズ（マーシー・エア〈ラナ・パリラ〉）※ソフト版
- スパイダー パニック!（サム・パーカー〈カリ・ウーラー〉）※ソフト版
- スパニッシュ・プリズナー（スーザン・リッチ〈レベッカ・ピジョン〉）
- スリープウォーカーズ（ローリー）
- スリーメン&リトルレディ（シルヴィア〈ナンシー・トラヴィス〉）※日本テレビ版
- セブン・イヤーズ・イン・チベット（ペマ・ラキ〈ラクパ・ツァムチョエ〉）※ソフト版、（ダライ・ラマ）※フジテレビ版
- 7セカンズ（ケリー・アンダース〈タムジン・アウスウェイト〉）
- セブンティーン・アゲイン（スカーレット・オドネル〈レスリー・マン〉、10代のスカーレット〈アリソン・ミラー〉）
- ターゲット・ブルー（ミシェル・ヤン〈クリスティ・チョン〉）
- ターミネーター（サラ・コナー〈リンダ・ハミルトン〉）※DVD・BD版
- ターミネーター4（サラ・コナー〈リンダ・ハミルトン〉）
- 第一容疑者 最終章（フランキー・スミス〈ジャクリーン・マッケンジー〉）
- タイトロープ（ベッキー・ジャクリン）※テレビ朝日版
- ダイ・ハード（オペレーター）※テレビ朝日版
- ダイ・ハード2（サマンサ・コールマン〈シーラ・マッカーシー〉）※テレビ朝日版
- 007 トゥモロー・ネバー・ダイ（ウェイ・リン〈ミシェル・ヨー〉）※フジテレビ版
- ダブルチーム（キャサリン・クイン）※ソフト版
- 誰にでも秘密がある（ハン・ジニョン〈チュ・サンミ〉）
- ダンテズ・ピーク（マリアンヌ）※テレビ朝日版
- チャイニーズ・ゴースト・ストーリー3（コチョウ〈ニナ・リー〉）
- チャイルド・プレイ（アンディ・バークレー〈アレックス・ヴィンセント〉）
- チャンピオン鷹（リンリン〈ムーン・リー〉）
- 沈黙の要塞（マー・スー〈ジョアン・チェン〉）※テレビ朝日版
- ツインズ（マーニー・メイソン〈ケリー・プレストン〉）※テレビ朝日版
- ツイン・ピークス/ローラ・パーマー最期の7日間（ドナ・ヘイワード〈モイラ・ケリー〉）※ソフト版
- 妻の恋人、夫の愛人（ヒラリー・ルール〈タンディ・ニュートン〉）
- DISCO ディスコ（フランス・ナヴァル〈エマニュエル・ベアール〉）
- TEKKEN -鉄拳-（風間準〈タムリン・トミタ〉）
- デッドマン（セル・ラッセル〈ミリー・アヴィタル〉）
- デビル（シーラ・オミーラ〈マーガレット・コリン〉）※テレビ朝日版
- デューン/砂の惑星（チャニ〈ショーン・ヤング〉）※日本テレビ版
- デルタ・フォース（シスター・メアリー〈キム・デラニー〉）
- 天才スピヴェット（クレア博士〈ヘレナ・ボナム＝カーター〉）
- 天才マックスの世界（ローズマリー・クロス〈オリヴィア・ウィリアムズ〉）
- DOOM（サマンサ・"サム"・グリム博士〈ロザムンド・パイク〉）
- 逃亡者（アン・イーストマン〈ジュリアン・ムーア〉）※ソフト版
- 透明人間（アリス・モンロー〈ダリル・ハンナ〉）※テレビ朝日版
- ドク・ハリウッド（ナンシー〈ブリジット・フォンダ〉）※フジテレビ版
- トップ・シークレット（ヒラリー・フラモンド）
- ドラグネット 正義一直線（コニー・スウェイル〈アレクサンドラ・ポール〉）
- ドラゴン/ブルース・リー物語（リンダ・リー〈ローレン・ホリー〉）※テレビ朝日版
- トラフィック（ヘレーナ・アヤラ〈キャサリン・ゼタ＝ジョーンズ〉）
- トランザム7000VS激突パトカー軍団（キャリー〈サリー・フィールド〉）※ソフト版
- ドルフ・ラングレン in レトログレイド2204（レネ・ディアス）
- トレマーズ（ロンダ・ルベック〈フィン・カーター〉）※テレビ朝日版
- 永遠のワルツ/白い犬とワルツを（ミルドレッド・クック）
- ナイトライフ（チャーリー・ドーン）
- ニア・ダーク/月夜の出来事（メイ）
- 200本のたばこ（シンディ〈ケイト・ハドソン〉）
- ネゴシエーター（ロニー・テイト〈カルメン・イジョゴ〉）※ソフト版
- ネバーエンディング・ストーリー（アトレーユ〈ノア・ハザウェイ〉）※テレビ朝日版
- ネバーエンディング・ストーリー 第2章（バスチアン〈ジョナサン・ブランディス〉）※テレビ朝日版
- ネバーエンディング・ストーリー3（ウルグル〈モイヤ・ブラディ〉）※ソフト版
- パーシー・ジャクソンとオリンポスの神々（アテナ〈メリーナ・カナカレデス〉）
- ハード・トゥ・キル（フェリシア・ストーム）※テレビ朝日版
- バーニング
- ハイスクール・ドリーム（リタ・メイ）
- バカルー・バンザイの8次元ギャラクシー（ペニー・プリディ〈エレン・バーキン〉）
- 派遣秘書（シャロン・ダーンズ〈モーラ・ティアニー〉）
- バック・トゥ・ザ・フューチャー（ジェニファー・パーカー〈クラウディア・ウェルズ〉）※テレビ朝日版
- バッドボーイズ2バッド（テレサ・バーネット〈テレサ・ランドル〉）※テレビ朝日版
- バットマン オリジナル・ムービー（セリーナ・カイル / ミス・キャット〈リー・メリウェザー〉）※TBS新録版
- ハッピィブルー（ジュリー・デマルコ〈グウィネス・パルトロー〉）
- 母の眠り（エレン・グルデン〈レネー・ゼルウィガー〉）
- パラダイム（リサ〈アン・イェン〉）
- 張り込みプラス（ルー・デラノ〈キャシー・モリアーティ〉）※ソフト版
- ハロウィン5 ブギーマン逆襲（ティナ・ウィリアムズ〈ウェンディ・カプラン〉）※VHS版
- ピーター・パン（ダーリング夫人〈オリヴィア・ウィリアムズ〉）
- ヒート（イーディ〈エイミー・ブレネマン〉）※テレビ朝日版
- ビーン（アリソン・ラングレー〈パメラ・リード〉）※日本テレビ版
- 光る眼（ジル・マクゴーワン〈リンダ・コズラウスキー〉）※テレビ朝日版
- ビッグ・ウェンズデー（サリー・ジェイコブソン〈パティ・ダーバンヴィル〉）
- ビッグ・グリーン/でこぼこイレブン大旋風（アンナ・モンゴメリー〈オリヴィア・ダボ〉）
- ビッグ・ヒット（シャンテル〈レラ・ローション〉）
- 必死の逃亡者（シンディ・ヒリアード〈メアリー・マーフィ〉）※テレビ東京版
- 羊たちの沈黙（クラリス・スターリング〈ジョディ・フォスター〉）※DVD・BD版
- ビバリーヒルズ・コップ3（ジャニス）※テレビ朝日版
- ひみつの番人（キャロライン・リンドストローム）
- ビューティフル・ガールズ（シャロン・キャシディ〈ミラ・ソルヴィノ〉）
- ファイナル・ステージ（カレン・ウィレット〈ジュリア・サワラ〉）
- ファイヤークラッシュ/灼熱のカタストロフ（サマンサ〈ダイアン・ファール〉）
- ファンタスティック・ビーストと魔法使いの旅（メアリー・ルー・ベアボーン〈サマンサ・モートン〉）
- ファンタズムII（エリザベス）
- フィオナが恋していた頃（フィオナ・フリン〈モイヤ・ファレリー〉）
- フィラデルフィア・エクスペリメント（若いパメラ〈デブラ・トロイヤー〉）※テレビ朝日版
- フェリックスとローラ（ローラ〈シャルロット・ゲンズブール〉）
- 4 FOUR（妻）
- フォーエヴァー・ヤング 時を超えた告白（ヘレン〈イザベル・グラッサー〉）※テレビ朝日版
- フォートレス（カレン・ブレニック〈ローリン・ロックリン〉）※VHS版
- フォーリング・ダウン（サンドラ刑事〈レイチェル・ティコティン〉）※ソフト版
- フォー・ルームス（妻〈タムリン・トミタ〉）
- 復讐のビッグガン（ミレーヌ・プラッツ）
- プリズナー（アナ〈ミニー・ドライヴァー〉）
- プリティ・リーグ（キット・ケラー〈ロリ・ペティ〉）※ソフト版
- ブルージーン・コップ（アマンダ・ベケット〈シンシア・ギブ〉）※日本テレビ版
- フルスピード 悪魔のフル・チューン（クリスティーナ）※テレビ東京版
- ブレアウィッチ2（エリカ・ギーアセン〈エリカ・リーセン〉）
- ブレイン・スナッチャー/恐怖の洗脳生物（メアリー・セフトン〈ジュリー・ワーナー〉）
- ブロブ/宇宙からの不明物体（メグ・ペニー〈ショウニー・スミス〉）
- ペナルティ・パパ（フィルの妻〈ケイト・ウォルシュ〉）
- ヘブンズ・プリズナー（アニー・ロビショー〈ケリー・リンチ〉）※VHS版
- ヘルレイザー ワールド・オブ・ペイン（エイミー・クライン〈カリ・ウーラー〉）
- ボーイズ'ン・ザ・フッド（ブランディ〈ニア・ロング〉）
- ホーム・アローン3（カレン・プルット〈ハヴィランド・モリス〉）※フジテレビ版
- ボールズ・ボールズ
- 暴走機関車（サラ〈レベッカ・デモーネイ〉）※テレビ朝日版
- ぼくとアールと彼女のさよなら（グレッグの母親〈コニー・ブリットン〉）
- 星の王子 ニューヨークへ行く（パトリス・マクダウェル）※フジテレビ版
- ポセイドン・アドベンチャー（スーザン・シェルビー〈パメラ・スー・マーティン〉）※日本テレビ版、（ノニー・パリー〈キャロル・リンレイ〉）※テレビ朝日版
- ホット・ショット（ラマダ〈ヴァレリア・ゴリノ〉）※ソフト版
- ホット・ショット2（ラマダ〈ヴァレリア・ゴリノ〉）※ソフト版
- ポルターガイスト（ブルック・パウエル博士〈ジェーン・アダムス〉）
- マーズ・アタック!（バーバラ・ランド〈アネット・ベニング〉）
- マイク・ザ・ウィザード（シンディ・ライト）
- マグダレーナ/美しき娼婦
- マチルダ（ジェニファー・ハニー先生〈エンベス・デイヴィッツ〉）
- マニアック（リタ）
- マルコヴィッチの穴（ロッテ・シュワルツ〈キャメロン・ディアス〉）
- マンボ・キングス/わが心のマリア（ドロレス・フエンテス〈マルーシュカ・デートメルス〉）
- ミート・ザ・ペアレンツシリーズ（パメラ・“パム”・バーンズ〈テリー・ポロ〉）
  - ミート・ザ・ペアレンツ[44]
  - ミート・ザ・ペアレンツ2[45]
  - ミート・ザ・ペアレンツ3 [46]
- ミクロの決死圏（カーラ・ピーターソン〈ラクエル・ウェルチ〉）※テレビ朝日新録版
- ミスティック・ピザ（キャット・アルージョ〈アナベス・ギッシュ〉）
- ミステリー、アラスカ（ドナ・ビービィ〈メアリー・マコーマック〉）
- ミス・ペレグリンと奇妙なこどもたち（エドワーズ）
- ミセス・ダウト（ミランダ・ヒラード〈サリー・フィールド〉）※テレビ朝日版
- ミュート・ウィットネス/殺しの撮影現場（カレン・ヒューズ）
- ミレニアム ドラゴン・タトゥーの女（エリカ・ベルジェ〈レナ・エンドレ〉）
- MOON44（ベイカー）
- 名犬ラッシー（エイプリル・ポーター〈ミシェル・ウィリアムズ〉）
- もう子守歌はいらない（マーゴット・シャーボノー医師〈パティ・ヤスタケ〉）
- 夢を生きた男/ザ・ベーブ（ヘレン・ウッドウォード〈トリニ・アルバラード〉）※ソフト版
- 溶解人間（母親、ビリー、マレアー）
- ライアンの娘 ※日本テレビ版
- ライオンハート（ヘレン・ゴルチェ〈リサ・ペリカン〉）※ソフト版
- ラブ・オブ・ザ・ゲーム（ジェーン・オーブリー〈ケリー・プレストン〉）※テレビ朝日版
- ラルフ一世はアメリカン（ミランダ・グリーン）
- 乱気流/タービュランス（マギー〈キャサリン・ヒックス〉）※ソフト版
- リーサル・ウェポン（精神科医〈メアリー・エレン・トレイナー〉）※TBS版
- リーサル・ウェポン2/炎の約束（精神科医〈メアリー・エレン・トレイナー〉）※TBS版
- リーマン・ジョー!（メグ・ハーパー〈ジュリー・ボーウェン〉）※ソフト版
- リアル・ブラッド（ジュリー〈アン・アーチャー〉）
- リコシェ/炎の銃弾（アリス）※VHS版
- リップスティック（クリスティーン・マコーミック〈マーゴ・ヘミングウェイ〉）※テレビ東京版
- リトルキョンシー 幽霊童子（シャオチン）
- リバイアサン（エリザベス・ウィリアムス〈アマンダ・ペイズ〉）※テレビ朝日版
- レア魔性の肉体（ニーナ〈ジーナ・ガーション〉）※テレビ東京版
- レジェンド/光と闇の伝説（リリー〈ミア・サラ〉）
- レッドソニア（ターン王子）
- レッドブル（キャット・マンゼッティ〈ジーナ・ガーション〉）※VHS版
- レネゲイズ（バーバラ〈ジェイミー・ガーツ〉）※VHS版
- LOST ISLAND ロスト・アイランド（ビリー）
- ロボコップ3（マリー・ラザラス博士〈ジル・ヘネシー〉）※ソフト版
- ワイルドシングス（サンドラ・バンライアン〈テレサ・ラッセル〉）※テレビ朝日版
- ワイルド・レンジ 最後の銃撃（スー・バロウ〈アネット・ベニング〉）
- 若草物語（ベス・マーチ〈クレア・デインズ〉）
- 私が愛したグリンゴ（ルナ〈カブリエラ・ロエル〉）
- ワンス・アラウンド（ジャン・ベラ〈ローラ・サン・ジャコモ〉）

#### ドラマ
- アフェア 情事の行方（ヘレン・ソロウェイ〈モーラ・ティアニー〉）
- アメリカン・ヒーロー
- アリー my Love シーズン5 #15（ベス）
- ALCATRAZ/アルカトラズ（アニー・ヘイスティングス）
- ARROW/アロー（モイラ・クイーン〈スザンナ・トンプソン〉）
- ER緊急救命室
  - シーズン1 #19, #20（ジョディ）
  - シーズン2 #14（エンジェル）
  - シーズン3 #19（アンドレア）
  - シーズン5 #7（ロビン）
  - シーズン6 #4（ボーク夫人）
  - シーズン7 #3（ガービー夫人）
  - シーズン10 #5（ポーラ）
- インディ・ジョーンズ/若き日の大冒険（アンナ）
- V（マギー・ブロジェット）※ソフト版
- V2/ビジターの逆襲（エリザベス・マクスウェル）※VHS版
- ウルトラマンパワード（TVレポーター、バマラ）
- X-ファイル（モニカ・レイエス捜査官〈アナベス・ギッシュ〉）
  - X-ファイル2016 #6（モニカ・レイエス元捜査官〈アナベス・ギッシュ〉）
- FBI: 特別捜査班
- オーメン（シスター・グレタ〈ロビン・ワイガート〉）
- オン・ジ・エアー（ルーシー・トゥルワーシー〈ナンシー・ファーガソン〉）
- 合衆国壊滅 M10.5（サマンサ・ヒル博士〈キム・デラニー〉）
- 合衆国壊滅II 再襲来!M10.5（サマンサ・ヒル博士〈キム・デラニー〉）
- カリフォルニケーション（マーシー・ランクル〈パメラ・アドロン〉）
- 騎馬警官 シーズン1 #4（マルガリータ・ガメズ）
- ギルモア・ガールズ（アンナ・ナルディーニ〈シェリリン・フェン〉）
- クイーン・メアリー 愛と欲望の王宮（2016年 - 2018年、カトリーヌ・ド・メディシス） - 3シリーズ
- クリミナル・マインド7 FBI行動分析課（レジーナ・ランバート〈ディナ・メイヤー〉）
- クリミナル・マインド 特命捜査班レッドセル（レイチェル）
- 刑事コロンボシリーズ
  - 刑事コロンボ 死者の身代金（マーガレット・ウィリアム）※完全版追加収録部分
  - 新・刑事コロンボ 狂ったシナリオ（ルース・ジャーニガン）
  - 新・刑事コロンボ 華麗なる罠（リディア・コーマン）
  - 新・刑事コロンボ 初夜に消えた花嫁（メリッサ・アレクサンドラ・ヘイズ）
  - 新・刑事コロンボ 恋におちたコロンボ（リサ・マーティン）
  - 新・刑事コロンボ 4時02分の銃声（ヴィクトリア・チェイス）
- 刑事マルティン・ベック 消えた消防車（カルラ・ベリグレン）
- ケネディ家の人びと（エセル・ケネディ〈クリスティン・ブース〉）
- コールドケース4 #23
- コールドケース6（リー・フェルドマン〈キャサリン・ラ・ナサ〉）
- 恋するメゾン。〜Rainbow Rose〜（パク・ミスク〈チョン・ソンギョン〉）※テレビ東京版
- コバート・アフェア シーズン2（サフィア・ラムゼー）
- ザ・コミー・ルール 元FBI長官の告白（パトリス・コミー〈ジェニファー・イーリー〉[47]）
- ザ・シークレット・エージェント（ホリデイ〈ディナ・メイヤー〉）
- ザ・タイタニック/運命の航海（マデリン・アスター）
- サンフランシスコの空の下（カースティン・ベネット）
- CSI:9 科学捜査班（バービー）
- ジェシカおばさんの事件簿 #4（メアリー・カーバー）、#5（ベルマ・ローデッカー）
- シャーロック・ホームズの冒険
  - ショスコム荘（キャリー・エヴァンズ）
  - ボール箱（メアリー・ブラウナー）
- 上海灘（テイテイ）
- 主任警部モース 死はわが隣人（シェリー・コーンフォード）
- 私立探偵ハリー #1（ジュリー・フロイド〈ジェーン・カツマレク〉）
- 私立探偵マグナム シーズン2 #20（レクシー・ジラー）
- 新アウターリミッツ（ジェニファー・ウィンター〈マーリー・マトリン〉、シェイラ・モリソン〈クリスティアン・ハート〉、テレサ・ジャノビッチ〈メリッサ・ギルバート〉、ホープ・ウィルソン〈ロビー・チョン〉）
- 新・ヒッチコック劇場 シーズン1 #7（デニース）
- 新ビバリーヒルズ青春白書（デビー〈ロリ・ロックリン〉）
- スペース・レンジャーズ（セーラ・ブーン〈エイミー・スティール〉）
- 製パン王 キム・タック（キム・ミスン〈チョン・ミソン〉）
- センス8（エンジェル〈ダリル・ハンナ〉）
- スイート・トゥース: 鹿の角を持つ少年（英語版）（ラニ〈アリザ・ヴェラーニ〉）
- スカーレット/続・風と共に去りぬ（パンジー）
- ターザンの大冒険（ジェーン〈キム・クロスビー〉）※NHK-BS2版
- 第一容疑者3 朽ちた野望（キャシー）
- 超能力ファミリー サンダーマン（バーブ〈ローザ・ブラーシ〉[48]）
- ツイン・ピークス シーズン2（アニー・ブラックバーン〈ヘザー・グラハム〉）
- TAKEN（メアリー・クロフォード〈ヘザー・ドナヒュー〉）
- 特捜刑事マイアミ・バイス
  - シーズン2 #12（マリア・ロハス）
  - シーズン4 #10（トレイシー・ミッチェル）
- ナース・ジャッキー3
- 南北戦争物語 愛と自由への大地（ブレット・メイン）
- PERSON of INTEREST 犯罪予知ユニット（コントロール〈カムリン・マンハイム〉）
- バーン・ノーティス 元スパイの逆襲（シャノン・パーク）
- ハリーズ・ロー 裏通り法律事務所（キム・メンデルソン〈カムリン・マンハイム〉）
- 4400 未知からの生還者（ダイアナ・スクーリス〈ジャクリーン・マッケンジー〉）
- ふたりは最高!ダーマ&グレッグ（バーバラ・コールドフィールド）
- フルハウス（レベッカ・ドナルドソン〈ロリ・ロックリン〉）
  - フラーハウス（レベッカ・ドナルドソン〈ロリ・ロックリン〉）
- フリッパー シーズン1 #5・6（カーラ）
- フレンズ（キャロル・ウィリック〈アニタ・バロン→ジェーン・シベット〉）
- ベイウォッチ（キャロライン・ホールデン、ジーナ・ポメロイ）
- 北京バイオリン（来娣〈ライディ〉〈チャン・ズーホァ〉）
- 冒険野郎マクガイバー
  - シーズン1 #11（リサ・アレン〈タミー・ローレン〉）、#19（ローラ・ディロン）
  - シーズン2 #5（ジーナ）
- 僕の妻はスーパーウーマン（チョン・ジェ〈キム・ナムジュ〉）
- マーダーズ・イン・ビルディング[49] シーズン1 #6（シルヴィア・モーラ）
- マイ・スイート・メモリーズ（エベリン・レイバーン〈ハンナの母〉）
- ミス・マープル
  - バートラム・ホテルにて（ブリジット・サザビー）
  - 魔術の殺人（ジーナ・ハッド）
- ミディアム6 霊能者アリソン・デュボア（ソフィア・カレン）
- 名探偵モンク（トゥルーディ・モンク）
- モンスターズ シーズン1 #18（ベヴァリー〈トリ・スペリング〉）
- 世にも不思議なアメージング・ストーリー
  - シーズン1 #1（ジョリーン・グローブ〈ゲイル・エドワーズ〉、#2（シャーリー・クレイター〈リサ・ジェーン・パースキー〉）
  - シーズン2 #19（キャスリン・ウィロビー〈ダイアン・ハル〉）
- リターンド/RETURNED（クレール・セグレ〈アンヌ・コンシニ〉[50]）
- レボリューション（レイチェル・マシスン〈エリザベス・ミッチェル〉）
- ロボコップ（リサ・マディガン）※ソフト版

#### アニメ
- 紅き大魚の伝説（シューポー）
- アルビンとチップマンクス（サイモン）※NHK-BS版
- X-MEN（ミスティーク）
- おさるのジョージ5/めざせカウボーイ（ジニー）
- カーズ・オン・ザ・ロード（マト）
- ズートピア（ボニー・ホップス〈ボニー・ハント〉）
- スター・ウォーズ/クローン・ウォーズ（ジュリア）
- ターザン&ジェーン
- 戦え!超ロボット生命体トランスフォーマー（カレン[51]）
- トムとジェリーと迷子のドラゴン（ドリゼルダ）
- トレジャー・プラネット（サラ・ホーキンス）
- Hello!オズワルド（マダム・バタフライ）
- バットマン（ポイズン・アイビー / パメラ・アイズリー）
  - バットマン/マスク・オブ・ファンタズム（アンドレア・ボーモント）
- 百妖譜（朱小宝の母）
- ボス・ベイビー（ママ）※機内上映版
  - ボス・ベイビー: ビジネスは赤ちゃんにおまかせ!（ジャニス・テンプルトン）
- マノン（ネコのメルバ）
- ミッフィーのぼうけん（2016年 - 2017年、お母さん、おばあちゃん）
- モンスターズ・パーティ（ティミーのママ）
- モンスターズ・ユニバーシティ（図書館のおばちゃん）
- モンスター・ハウス（DJのママ）
- モンスター・ホテル（マーサ[52]）
- リブート（ドット）※フジテレビ版

### テレビドラマ
- 世にも奇妙な物語20周年スペシャル・春 〜人気番組競演編〜「まる子と会える町」（おばあちゃんの声）

### その他コンテンツ
- こどもにんぎょう劇場「えすがたにょうぼう」（女房）
- ブリティッシュ ベイクオフ 第4シーズン（デボラ、ルーシー、フィリッパ・ジェームズ）※NHK版
- 本当にあった㊙衝撃ファイル 戦慄の㊙訳ありSP（ジョーン）

### 舞台
- T-PROJECT公演「アブセントフレンズ〜ともにお茶を〜」（マージ） ※2015年11月、下北沢小劇場B1